# Åsa Haraldsdottir d'Agder

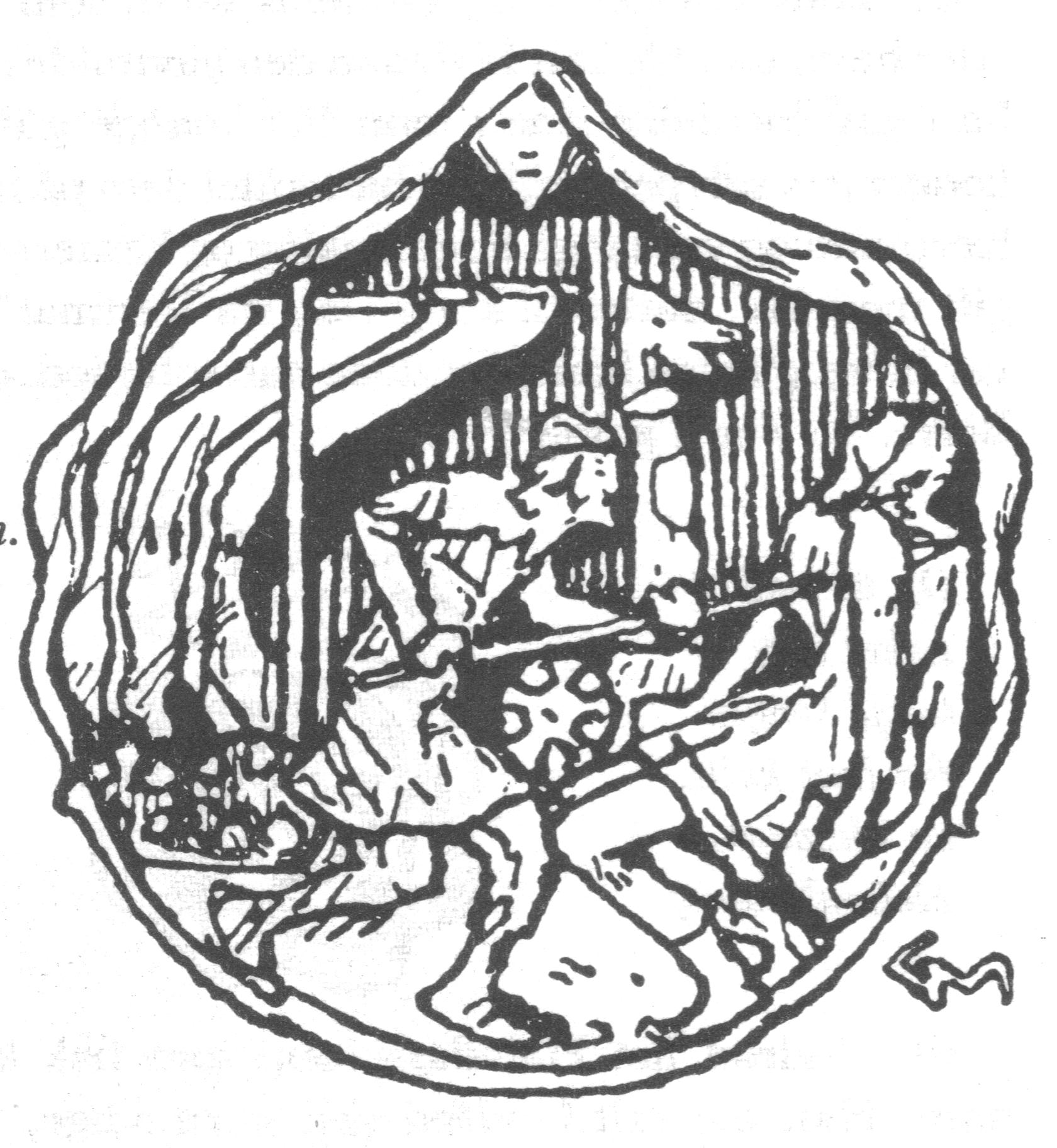
Assassinat per part de Gudrød (il·lustració de Gerhard Munth)

Åsa Haraldsdottir d'Agder (morta ca. 834?) fou una reina noruega semilegendaria vikinga del regne d'Agder. Segons les sagues que referencien al clan Yngling (Ynglingaätten), fou la mare de Halfdan el Negre (Halvdan Svarte) i àvia del rei Harald I de Noruega (Harald Hårfagre).
Åsa era filla del rei Harald Granraude d'Agder, famosa per la seva bellesa. El rei Gudrød el Caçador (Gudrød Veidekonge) de Borre, a Vestfold, va demanar la seva ma després de la mort de la seva primera dona, però el seu pare va rebutjar la proposta matrimonial. Gudrød va assassinar al rei Harald i al seu fill, germà d'Åsa, la va segrestar i la va obligar a casar-se amb ell. Un any més tard, esdevingué la mare de Halfdan el Negre i, un any després de donar a llum, Åsa es va venjar de la mort dels seus familiars, i del seu segrest i violació, fent que un servent matés al seu marit.
Va deixar el regne de Borre en mans del seu fillastre Olaf Geirstad-Alf i es va portar al seu fill Halfdan amb ella de tornada al regne d'Agder, la seva llar, on va prendre el poder. Åsa va governar Agder durant vint anys, i després va cedir el tron al seu fill. També va exigir a Olaf que cedís la meitat del regne de Borre al seu germanastre.
Hi ha teories que la reina Åsa és la dona enterrada en el famós vaixell d'Oseberg poc després de l'any 834, però no han estat confirmades.